# Hengst (schip)

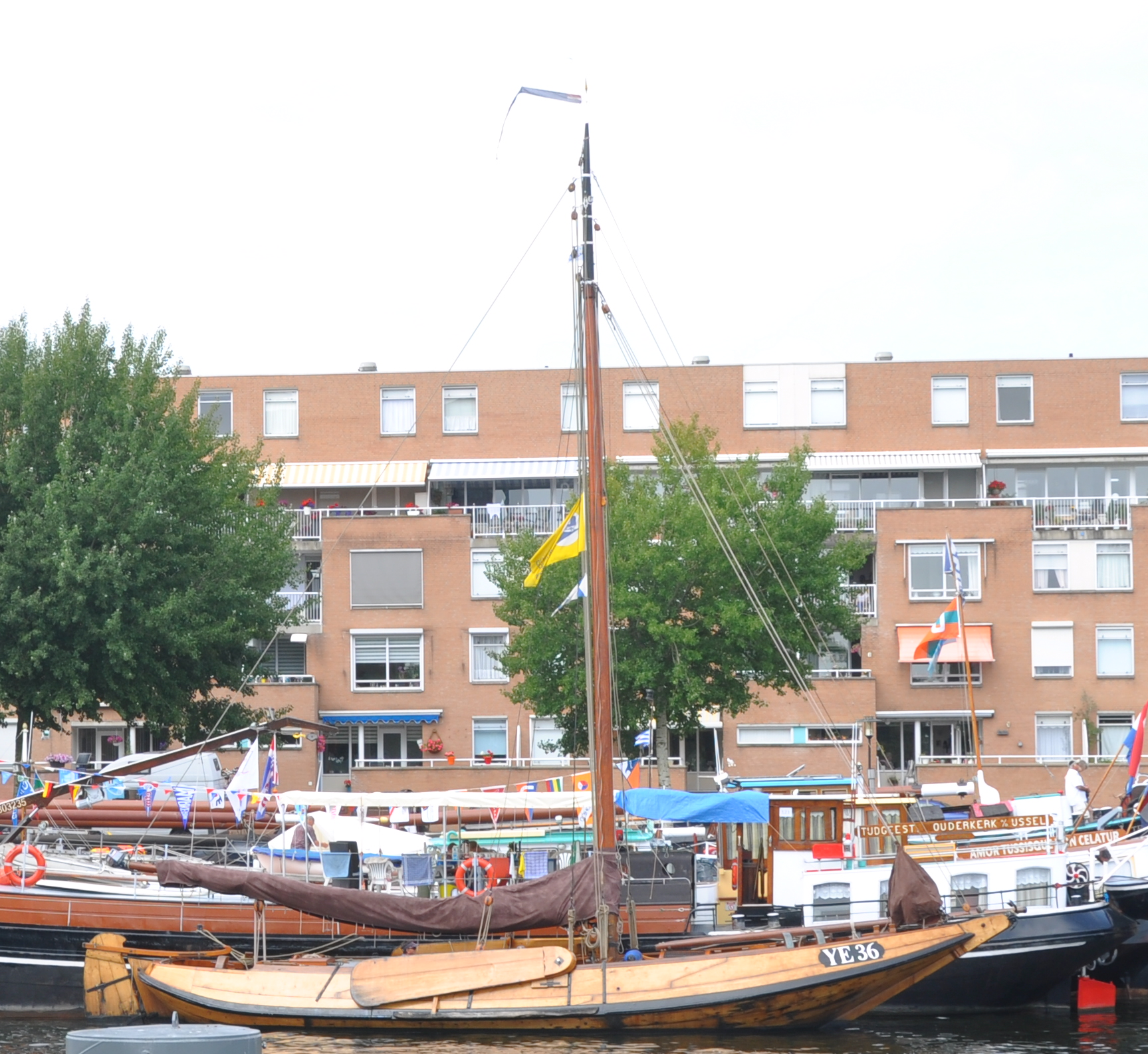
De hengst TH 49 'De Drie Gebroeders' in Middelburg, 2013

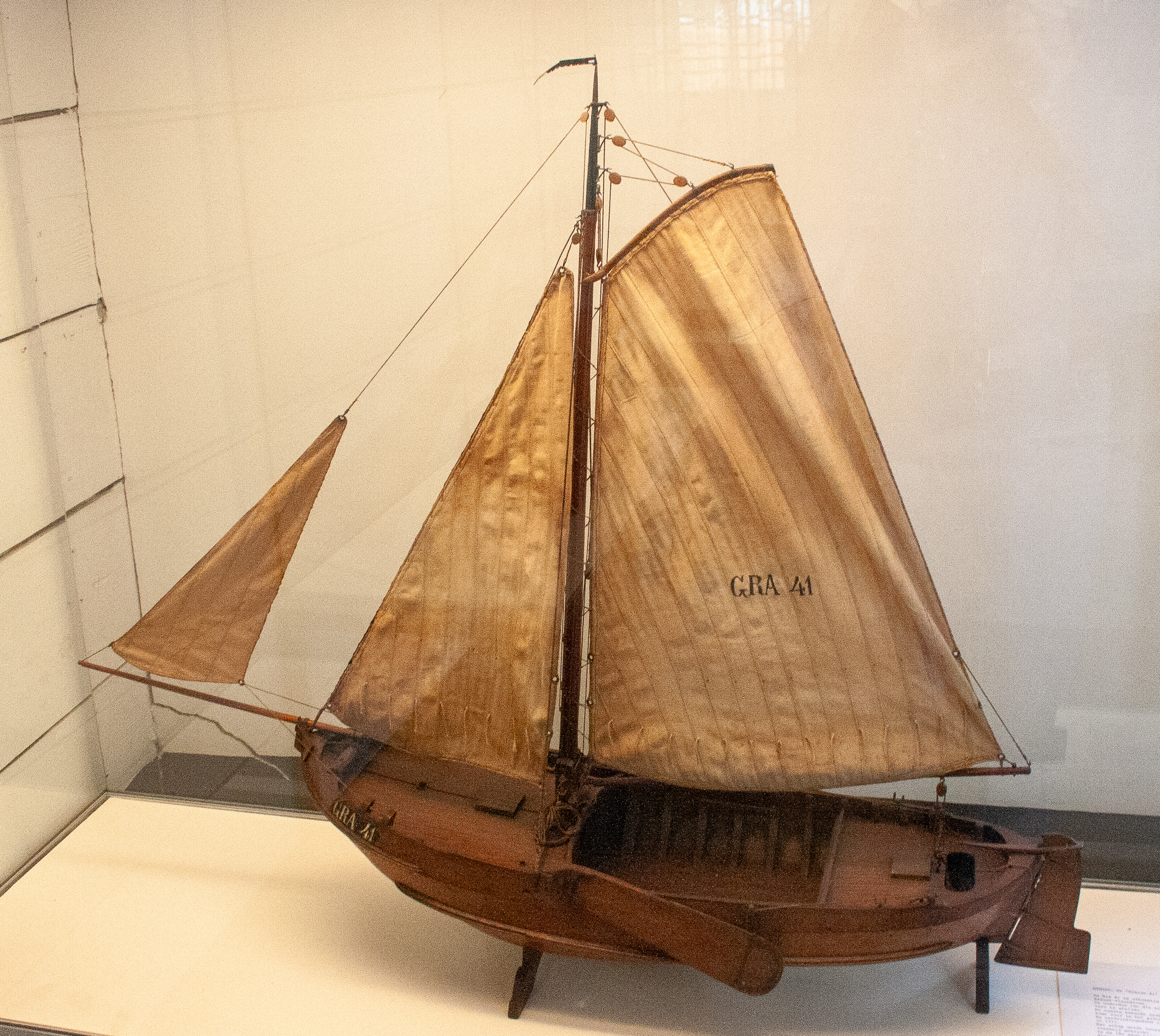
Model van een hengst

De hengst is een traditioneel Oostvlaams en Zeeuwsvlaams type zeilschip. Deze langsgetuigde platbodems werden gebouwd voor de Scheldedelta met haar vele zandbanken en droogvallende haventjes, waar ze met hun vlakke bodem konden droogvallen zonder vast te blijven zitten. Het zeilschip werd in de Ooster- en Westerschelde vooral gebruikt voor de botvisserij en de mosselvangst. Vlaamse schippers konden vroeger via Bergen op Zoom de Oosterschelde bereiken. Nog meer dan de hoogaars is de hengst kenmerkend voor de Westerschelde.
Er zijn enkele varianten op de hengst ontwikkeld, zoals de lemmerhengst en de steekhengst. Bronnen bakenen niet scherp af wat er nog als hengst beschouwd kan worden; er zijn ruimere en krappere opvattingen. Ook geboomde en geroeide schuitjes zijn wel als hengsten aangemerkt; deze kwamen in een veel ruimer gebied voor.

## Kenmerken
Het vaartuig is platboomd. De achtersteven is vrij recht en met een voorsteven die verder uitsteekt, ligt een hengst voor wat dieper, wat het type koplastig maakt. De hengst het heeft uitvallende zijden tot even boven de waterlijn en een breed vrijwel rechtopstaand boeisel. De romp heeft drie gangen. Voor de scheepshistoricus Gerrit Schutten was een getordeerde tweede gang een belangrijk herkenningsteken van een hengst: de middelste gang was van voren gezien V-vormig, maar vanaf midscheeps meer verticaal. Verdere kenmerken zijn een plat, puntig toelopend vlak, vallende rechte stevens, een vallend benedenboord, en op het tweede boord een iets naar binnen vallend boeisel. (Vallend betekent "niet verticaal', naar buiten gericht; in het geval van een voorsteven voorover hellend; het omgekeerde van vallend is naar binnen vallend.)
Eventuele slaapplaatsen waren in het vooronder, soms afgesloten, maar bij kleinere varianten enkel afgedekt met een huik, een dekzeil.
De hengst werd gebouwd als droog schip, zonder bun: de vangst werd dus niet aan boord gehaald, maar meegesleept in een kaar, een gestroomlijnde bak waarin de vis in leven bleef dankzij gaten waardoor vers water instroomde. 
De hengst en de hoogaars hebben op het oog een aantal overeenkomsten, maar de boeg van de hengst is hoger, die van de hoogaars vaak meer vallend. De hengst heeft op de voorsteven een verbreding, de kluit, voor bevestiging van het boeisel. Doordat dit minder naar binnen valt dan bij een hoogaars, oogt de hengst gedrongener, als een werkschip.

## Varianten

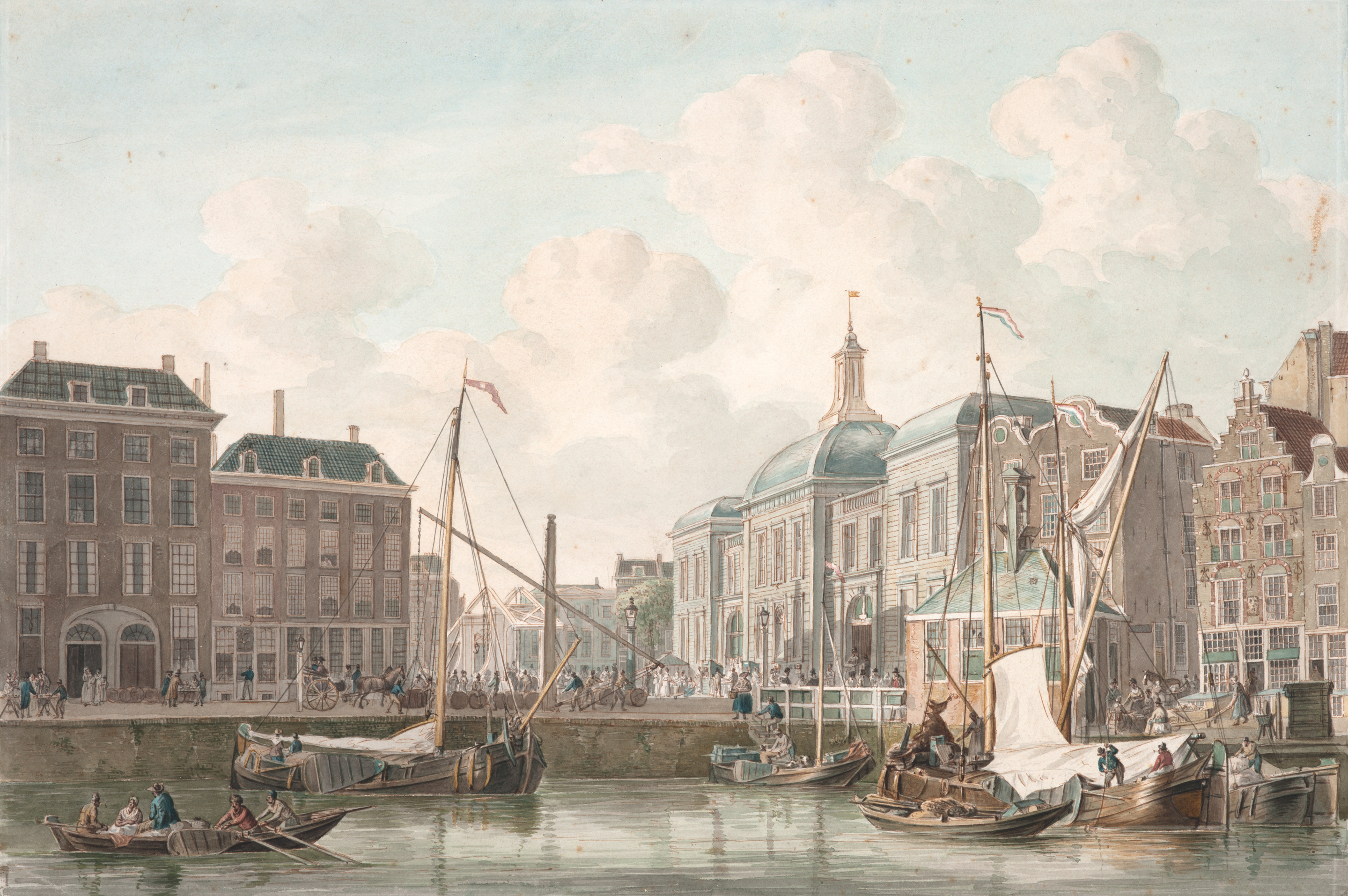
De Kolk in Rotterdam; het bootje aan de kade lijkt sterk op een hengst. Prent van Gerrit Groenewegen, begin 19e eeuw.

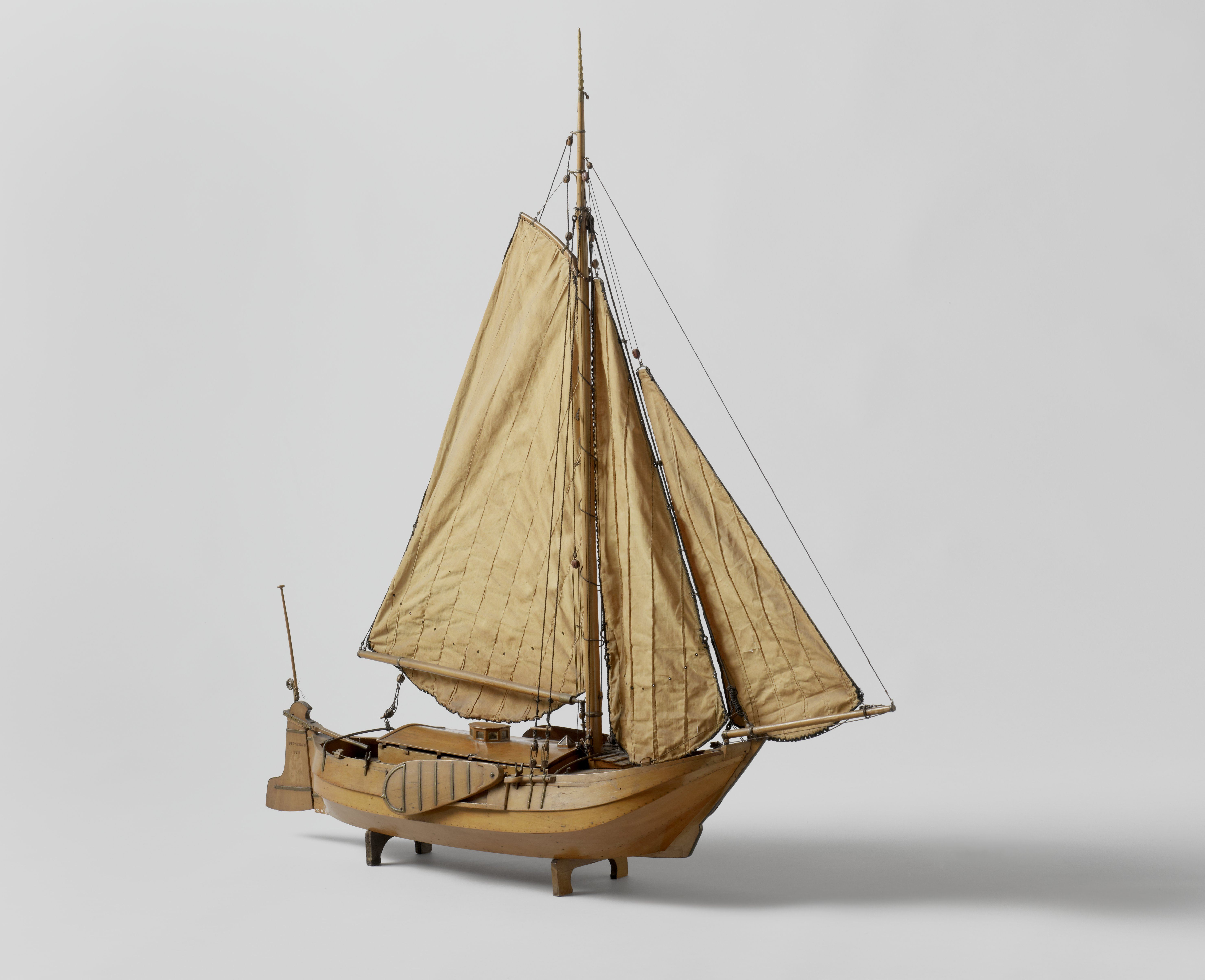
Uitgehold blokmodel uit 1819 in het Rijksmuseum Amsterdam, niet compleet. Het model lijkt op het type waarmee de koninklijke familie destijds over het Strijense Sas gezet werd, maar komt slechts deels overeen met typebeschrijvingen van enkele kenners.

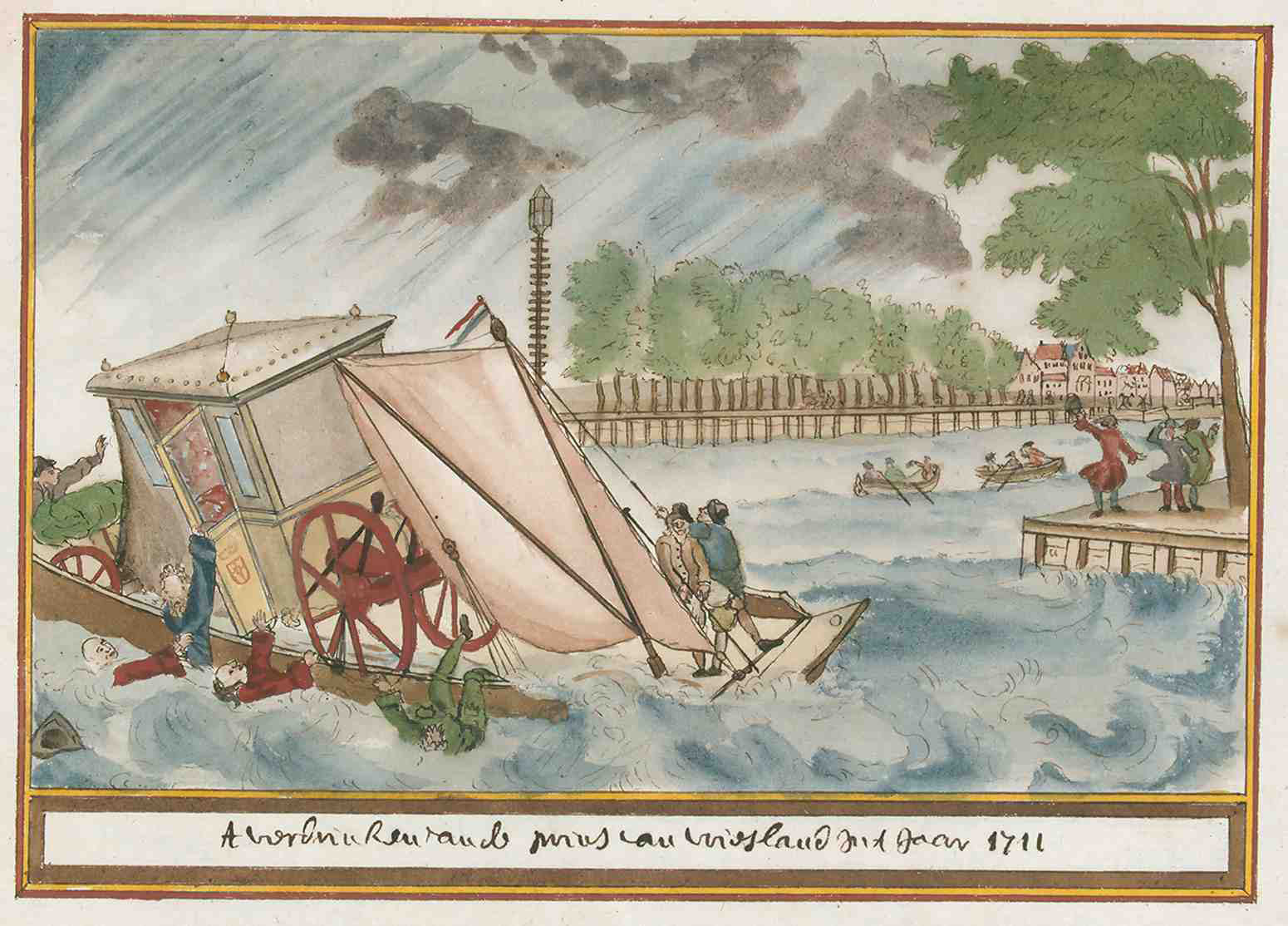
Verdrinking van Johan Willem Friso. De prent suggereert dat de hengst gebouwd of omgebouwd was voor het overzetten van een koets.

21e-eeuwse bronnen noemen diverse soorten hengsten:
- Kleine of gewone hengst.
- Blazerhengst.
- Lemmerhengst of jachthengst — een kruising met de lemsteraak die daar vooral het ronde achterschip van had, om geladen sneller te varen.
- Steekhengst — voor het zalmsteken. Een steek was een complex vlechtwerk van wilgentenen dat met palen haaks op de stroomrichting van binnenwater geplaatst werd om zalm in fuiken te leiden. In de 20e eeuw werden steken nog gebruikt in het Haringvliet, de Oude Maas, de Brielse Maas, het Scheur, de Nieuwe Waterweg en het Hollandsch Diep. Oudere vermeldingen geven ook De Biesbosch aan. Een oude foto toont steekhengsten en een zalmschouw bij een zalmschuur in Brielle.
- Mosselhengst — geen strikte aanduiding voor een type, maar voor het gebruik in de mosselvisserij. Een gebruikelijke maat was 11 × 4 meter.
- Garnalenhengst — voor de garnalenvisserij; lijkt op de mosselhengst, maar wat groter. Hier is niet de tweede, maar de onderste gang getordeerd. Het vlak is vrijwel evenwijdig aan de waterlijn en Schutten merkt als bijzonderheid op dat dit type nauwelijks koplastig is. Hij oppert dat deze garnalenhengsten mogelijk blazerhengsten zijn en het wordt niet duidelijk of hij bij zijn omschrijving slechts enkele zusterschepen op het oog had of een algemeen aanvaard type.

## Historie

### Benamingen en etymologie
De benaming hengst is waarschijnlijk afgeleid van het mannelijk paard; meer scheepstypen zijn naar dieren genoemd. In het midden van de 19e eeuw schreef de taalkundige L.A. te Winkel dat het woord in deze betekenis vrouwelijk was. Het Woordenboek der Nederlandsche Taal gaf een halve eeuw later aan dat het enkel in Zuid-Nederland mannelijk was. Schrijfwijzen zijn hingst, henst, heijnst, heinst, heynst of henstije. Die laatste variant duidt waarschijnlijk op een kleine hengst. Verder nog jackijst, wat misschien een iets ander type was; mogelijk is dit de jachthengst.

### Afbakening en verspreiding
Hengsten waren ongeschikt voor de Noordzee. De vroege historie van het type is onduidelijk, het is mogelijk niet van oorsprong Zeeuws of Vlaams. Stichting Stamboek Ronde en Platbodemjachten (SSRP) noemt een Antwerpse prent uit het begin van de 16e eeuw die een platte steven zoals van een hengst toont, maar dat biedt geen zekerheid.
De oudst bekende vermelding van een scheepstype hengst is van 1711, bij de verdrinking van de Friese erfstadhouder Johan Willem Friso. Om droog te zitten was de prins vanuit een hengst overgestapt op een andere die zijn koets vervoerde, maar deze hengst kapseisde. Een latere commentator omschreef zo'n hengst als een plomp binnenvaartuig, soort pont. Het type werd vaker als veerboot ingezet; doordat ze weinig last hadden van ondiepten konden ze dicht bij de oever komen. Ook voor aanleg en onderhoud van waterwerken zoals dijken werden ze gebruikt.  
Bij een Kinderdijkse scheepsbouwer komen hengsten voor op rekeningen. De scheepsschilder Gerrit Groenewegen heeft ze getekend. In alle gevallen is echter onzeker of dit was wat men tegenwoordig een hengst zou noemen.
Gerrit Schutten vond langs de Maas, stroomopwaarts tot aan Gemonde toe, vaartuigjes met kenmerken van hengsten; deze schuitjes, soms slechts vier meter lang, werden echter geboomd of geroeid en hadden geen zeilen. Ook vond hij vermeldingen van hengsten in 19e-eeuwse archieven met betrekking tot 's-Hertogenbosch, bijvoorbeeld in 1823: een nieuwe hengst, lang over de stevens zes el vier palmen, breed op de dog een el acht palmen en hol acht palmen van bekwaam eikenhout gemaakt, voorzien van de vereiste banken, riemen en boomen, dus 6,4 × 1,8 × 0,8 meter.
Het Woordenboek der Nederlandsche Taal stelt dat hengsten onder andere op de Waal gebruikt werden en geeft een citaat dat wijst op gebruik op de IJzer.

### Krappere afbakening
In het begin van de 20e eeuw raakte de hengst buiten gebruik. Van de honderden gebouwde hengsten waren er begin 21e eeuw nog maar enkele over. Vijf vallen er in de categorieën A en B van de SSRP: de mosselhengsten Pegasus uit 1900 (heropgebouwd vanaf een wrak), D'n Bruinen uit 1880 (een blazerhengst, een groter type) en De Drie Gebroeders (1908). Verder de Jan Korneel (1908) en de De Jonge Joseph (1903, een varend monument), beide in particulier bezit en varend.
De SSRP stelt dat er slechts één hengst ten noorden van de Westerschelde gebouwd werd, vanaf 1892 door Scheepswerf Meerman in Arnemuiden; kennelijk was dit noodgedwongen, want de werf had er geen ervaring mee en er moesten mallen opgestuurd worden voor de maatvoering. Afgezet tegen de bevindingen van Schutten en historische vermeldingen impliceert deze stelling dat SSRP andere criteria aanhoudt. Elders op de site van SSRP zijn ook ruimere opvattingen te vinden; uit de context moet blijken wat er bedoeld wordt. 